# Alycia Washington
Pour les articles homonymes, voir Washington.

a Compétitions nationales et continentales officielles uniquement.

b Matchs officiels uniquement.
Dernière mise à jour le 21 août 2024.
Alycia Washington, née le 18 novembre 1990 dans le Connecticut (États-Unis), est une joueuse internationale américaine de rugby à XV évoluant au poste de deuxième ligne. Elle joue également au rugby à sept, au poste de pilier.

## Biographie
Alycia Washington naît le 18 novembre 1990 dans le Connecticut,. Son oncle est Scott Burrell, joueur de basket-ball de NBA. Sportive pluridisciplinaire, elle pratique l'athlétisme pendant quatre ans, la gymnastique pendant sept ans puis le hockey sur gazon deux ans avant de se mettre au rugby à XV à l’âge de dix-sept ans. 
Avec le New York Rugby Club (en), elle remporte en 2017 le championnat des États-Unis. Elle part jouer en Angleterre, d'abord avec les Worcester Warriors (en) en 2021, puis avec les Sale Sharks deux ans plus tard.
En 2024, elle rejoint les Lionnes du Stade bordelais. Avec cette équipe elle remporte le Championnat de France 2025.

### Carrière internationale
Elle fait ses débuts internationaux avec l'équipe des États-Unis en 2015 dans un match contre l'Angleterre et est notamment retenue dans les groupes qui disputent les Women's Rugby Super Series 2016, la Coupe du monde 2017 et la Pacific Four Series 2023,,,,. Alycia Washington est en outre sélectionnée à trois reprises par les Barbarians durant sa carrière,.
À l'été 2024, elle annonce sa retraite internationale.

### Autres activités
Elle a étudié à l'université du Connecticut, où elle a obtenu un bachelor en psychologie et un master en gestion du sport.
En 2025, elle prend sa retraite sportive et devient directrice technique du rugby féminin à la NCR (National Collegiate Rugby), une des deux fédérations universitaires du pays.

## Palmarès
- Vainqueure du championnat des USA en 2017
- Vainqueure du championnat de France en 2025